# 基利斯努 (阿拉斯加州)
基利斯努（英語：Killisnoo）是位於美國阿拉斯加州胡納-安貢人口普查區的一個非建制地區。該地的面積和人口皆未知。

## 地理
基利斯努的座標為57°28′10″N 134°34′11″W / 57.46944°N 134.56972°W，而該地的平均海拔高度為5米（即16英尺）。